# Haptolana belizana
Haptolana belizana är en kräftdjursart som beskrevs av Botosanenau och Thomas M. Iliffe 1997. Haptolana belizana ingår i släktet Haptolana och familjen Cirolanidae. Inga underarter finns listade i Catalogue of Life.